# Pénitencier fédéral de Lewisburg
United States Penitentiary, Lewisburg
Le pénitencier fédéral de Lewisburg (en anglais : United States Penitentiary, Lewisburg ou USP Lewisburg) est une prison de haute sécurité fédérale en Pennsylvanie pour les détenus de sexe masculin. Il est exploité par le Bureau fédéral des prisons, une division du département de la Justice des États-Unis. Un camp de prisonniers satellite adjacent abrite des délinquants de sexe masculin à sécurité minimale.
USP Lewisburg est situé en Pennsylvanie près de Lewisburg.